# Julius Friedrich Lehmann
Julius Friedrich Lehmann (Zurigo, 28 novembre 1864 – Monaco di Baviera, 24 marzo 1935) è stato un editore tedesco.

## Biografia
A Zurigo andò per la prima volta alla scuola privata Beust'sche Privatschule e poi al Gymnasium.
Lehmann divenne membro della Deutsche Vaterlandspartei nel 1917. Diventò anche membro della Società Thule. Fondò la Deutsche Volksverlag, che cedette successivamente a Ernst Boepple.
Nel 1923 Lehmann prese parte al Putsch di Monaco. Entrò a far parte della lega dei militanti per la cultura tedesca nel 1928 e nel 1931 diventò membro del NSDAP. Lehmann pubblicò la rivista Deutschlands Erneuerung, che fu curata dalla Alldeutscher Verband. La casa editrice di Lehmann rappresentava un importante collegamento tra la Federazione nazionalista tedesca di protezione e il Marinebrigade Ehrhardt.
Nel 1934, al suo 70º compleanno, ricevette molte onorificenze, tra cui lo Scudo dell'Aquila del Reich Tedesco.
Era il fratello del batteriologo Karl Bernhard Lehmann.

## Opere
- Hülfsbuch bei Herstellung und Preis-Berechnung von Druckwerken, Leop. Freund, 1890, Breslau, together con Hans Paul, 2ª edizione estesa
- Warum die Bücherpreise erhöht werden müssen!, Börsenverein d. Deutschen Buchhändler, 1925
- Warum wählt das nationale Deutschland im zweiten Wahlgang Adolf Hitler?, J. F. Lehmanns Verl., 1932